# 小行星2999
小行星2999（2999 Dante）是一颗围绕太阳公转的小行星。1981年2月6日，諾曼·G·托馬斯在可可尼诺县发现了此天体。
該小行星以義大利詩人但丁·阿利吉耶里命名。
这颗小行星的绝对星等为13.5等。